# Oppidum
Un oppidum, pluriel oppida ou oppidums, est le nom donné par les historiens romains à un type d'habitat protohistorique fortifié que l'on trouve en Europe de l'Ouest et centrale.
Il bénéficie presque toujours de défenses naturelles liées à son implantation sur des lieux d'accès difficile : soit en position de surplomb (telles que des éperons barrés, des collines ou des plateaux) ; soit dans un contexte d'isolement hydrographique (telles que des îles, des presqu'îles, des caps, des méandres de fleuves ou de rivières, ou encore des marais).
Il s'agit d'un lieu habité de façon permanente qui remplit des fonctions économiques, politiques et parfois religieuses.
Les oppidums celtiques connaissent un âge d'or pendant les IIe et Ier siècles av. J.-C., au cours de ce que l'on nomme la civilisation des oppida. Après la conquête romaine, une bonne partie des oppidums sont abandonnés au profit des agglomérations de plaine, qui adoptent le nouveau modèle urbanistique romain, tandis que d'autres continuent leur développement pour donner naissance à plusieurs grandes villes actuelles telles que Bourges (Avaricum) ou Besançon (Vesontio). Durant le Haut Moyen Âge, certains sont également réoccupés, à l'image de l'oppidum de Saint-Blaise, et peuvent servir de lieu de refuge temporaire en cas de conflit, comme ce fut le cas de Meroliacense (Chastel-Marlhac).

## Définitions

### Définitions anciennes et étymologie
Les auteurs romains réservaient initialement le nom d’urbs aux villes « ouvertes » : agglomérations d’habitants à demeure fixe, se livrant à l’agriculture, au commerce ou à l’industrie. Ultérieurement, on les entoura quelquefois de fortifications, mais l'habitude fit conserver leur dénomination primitive. C'est ainsi que l’expression urbs finit par s’appliquer aussi par extension à des villes fortifiées.
Dans son ouvrage, Commentaires sur la guerre des Gaules, Jules César utilise le terme d’oppidum aussi bien pour des habitats ouverts (Genava) que fortifiés (Bibracte). Il rapproche même certaines places fortes du terme urbs. On apprend, selon les termes de César, que l’oppidum est donc un lieu économique, d’échange, dans lequel il a pu ravitailler ses légions. Cependant, il ne définit jamais clairement ce terme dans son œuvre, tout en le distinguant du castellum. Toujours est-il que l’on applique ici un terme d’origine latine à une autre civilisation.
Les langues celtiques possèdent un terme qui s'accorde bien à ces lieux, c'est dunon (lire dūnon) en gaulois (latinisé en dunum, que l'on retrouve par exemple dans Uxellodunum, Augustodunum, Lugdunum), qui signifie « forteresse, enceinte fortifiée, mont » ; celui-ci a donné en vieil irlandais dūn : le fort, la forteresse. C'est aussi un site fortifié, qui évolue vers la ville comme le justifie le terme gallois din, le breton din de même origine celtique ou le germanique commun * tūnaz, * tūnam « espace clos », qui a donné Zaun « clôture » en allemand, mais town « petite ville » en anglais.
Il existe donc bien une ambiguïté dans la définition de ce terme, usité pour désigner tantôt un fort, tantôt une ville. Cependant, comme l'explique Stephan Fichtl, l'oppidum comprend la notion d'espace clos. Doit-on prendre en compte alors les frontières symboliques, le pomerium latin en plus des frontières matérielles que forment les remparts pour définir l’oppidum ? La question reste toujours ouverte à l'heure actuelle.

### Définitions actuelles
Le terme « oppidum » a pris un sens de plus en plus précis depuis le début des fouilles sur ce type de site, entreprises dès Napoléon III. Toutefois, sa définition varie encore selon les chercheurs et les écoles. On en distingue principalement deux, une large et une restreinte.
La définition large considère comme oppidum tout habitat fortifié de l'âge du fer situé en Europe de l'Ouest et centrale, sans critère particulier de superficie. Cette définition se focalise surtout sur les caractéristiques fonctionnelles de l'oppidum, qui sont une position au centre d'un territoire regroupant des activités économiques, politiques et sociales, même si la présence de fortifications reste indispensable.
La définition restreinte limite les oppidums à un cadre précis, établi selon des critères de taille, de date et de localisation qui peuvent parfois sembler artificiels mais qui tendent à s'uniformiser : elle reprend également la distinction arbitraire que Jules César faisait entre oppidum et castellum (habitat fortifié de moindre importance). Dans ce sens, un oppidum est une agglomération fortifiée de plus de quinze hectares, construite à la fin de la Tène, au cours de ce que Joseph Déchelette nommait anciennement la civilisation des oppida (entre le IIe et le Ier siècle av. J.-C.). L'aire de répartition est également plus précise et ne concerne que les grands habitats fortifiés nord-alpins (du Sud de l'Angleterre jusqu'en Europe centrale et dans le Sud de la France). Cette définition est censée exclure les villes fortifiées du pourtour méditerranéen, celles construites à la période de Hallstatt ou au début de la Tène, ainsi que de nombreuses autres ne répondant pas au critère de plus de quinze hectares.

## Témoignages

Aire géographique de la civilisation des oppida.
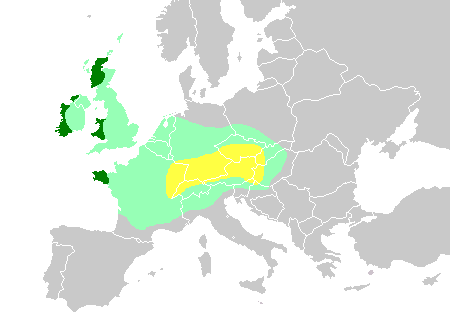
L'Europe des oppidums celtes.

Les oppidums sont connus notamment grâce aux descriptions de Jules César, dans ses Commentaires sur la guerre des Gaules. Il en cite un grand nombre, décrit la topographie de plusieurs et détaille particulièrement la structure du mur de Bourges (Avaricum). Le mur de terre et de pierre est renforcé par des traverses de bois dont les extrémités décorent la façade d'un motif de quinconces. À l'intérieur du mur, elles sont assemblées à de longues poutres perpendiculaires par de grandes fiches de fer de 20 à 30 cm comme à Bibracte. Ce type de mur particulier aux oppidums gaulois est nommé murus gallicus. À l'inverse, dans les îles Britanniques, où de nombreuses enceintes fortifiées sont connues, de simples levées de terre ou murs de pierres étaient utilisés, un peu comme les mottes castrales.
La situation des oppidums est connue grâce aux anciens itinéraires, à la toponymie (terminaison en -dun), à la cartographie, à la reconnaissance aérienne. Elle est confirmée ou non par des fouilles. Les oppidums apparaissent à partir de 200 av. J.-C. après les crises celtiques du IVe et IIIe siècles av. J.-C. Contrairement à l'hypothèse qui voyait leur émergence à la suite d'une réaction de défense contre les Cimbres et les Teutons après 125 av. J.-C., c'est dans un contexte de paix que ces sites à fonction urbaine se développent, représentant l'aboutissement d'une évolution socio-économique interne (accroissement démographique, augmentation de la taille et du nombre des habitats, développement de grandes agglomérations à fonction artisanale et commerciale) amorcée au IIIe siècle av. J.-C..
Le nom « oppidum » est couramment utilisé pour désigner des sites de taille très différente, allant de quelques hectares à plusieurs centaines d'hectares : l'enceinte de l'oppidum de Manching, près d'Ingolstadt en Bavière (Allemagne), a ainsi pu englober près de 350 ha, ou celui de Camulodunum (Colchester) en Grande-Bretagne, 1 000 ha. D'autre part, les sites connus sous ce nom ont pu être utilisés comme forts depuis le début du premier âge du fer jusqu’au Ier siècle de l'ère chrétienne, la dénomination d'oppidum ne s'appliquant qu'à partir du IIe siècle av. J.-C. (peut-être à une date proche de 120 av. J.-C.). Dès lors, cette diversité se retrouve dans le rôle qu'ont pu jouer les oppidums.

## Le rôle des oppidums
Sur le continent et tout particulièrement en Gaule, certains oppidums ont pu être considérés comme les premières formes de « villes », ou comme des « centres proto-urbains » de l'Europe barbare, ce qui a donné lieu à la dénomination de « civilisation des oppida » pour désigner la réalité socio-économique qui prédominait à la veille de la guerre des Gaules. On sait que certains oppidums n'étaient habités que de façon épisodique ou utilisés comme refuge[réf. nécessaire], et qu'ils le sont restés jusque pendant le haut Moyen Âge, avant d'être abandonnés à la période de l'« enchâtellement ». Les difficultés d'interprétation sur la question sont nombreuses : on ne connaît des infrastructures du réseau des oppidums que ce que l'archéologie nous laisse entrevoir. Aussi, les avis des archéologues divergent quant à l'importance exacte que ces lieux pouvaient avoir dans la civilisation celtique, et en particulier dans la civilisation gauloise à la veille de la conquête romaine.
Comme le montrent des fouilles accomplies sur les sites de Manching, sur le mont Titelberg au Luxembourg, sur le mont Beuvray à Bibracte ou encore sur l'oppidum de Corent en France, il est acquis que les oppidums les plus importants ont connu une répartition régulière et dense de constructions sur leur site, au plus tard à partir du IIe siècle.
L'organisation de certains oppidums durant la période finale de La Tène a pu être rapprochée dans une certaine mesure du modèle des cités archaïques du monde classique. Il semble qu'à l'origine, en effet, le développement particulier de certains sites ait été lié à l'existence d'un lieu de culte important (oppidum d'Entremont, et celui de Constantine près d'Aix-en-Provence ou l'Alésia des Mandubiens).

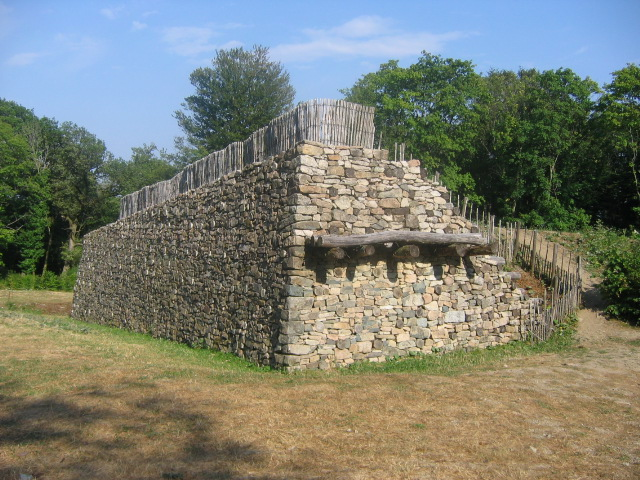
La porte du Rebout, oppidum de Bibracte.

Pour Stéphan Fichtl, le terme de civitas employé par César dans ses Commentaires a pu aussi correspondre dans certains cas à une réalité politique au cœur de laquelle l'oppidum, véritable chef-lieu, pouvait concentrer le pouvoir politique d'un peuple ou d'une fédération de peuples sur ses « clients » et dans un territoire délimité : la meilleure illustration de cette hypothèse est l'exemple des Éduens, dont la magistrature suprême (des Vergobrets) s'exerçait à l'intérieur de ce territoire.
Des concentrations d'importation méditerranéenne découvertes dans plusieurs oppidums ont, quant à elles, révélé l'importance que pouvaient avoir certaines de ces « places fortes » dans les réseaux commerciaux reliant le monde « barbare » au monde méditerranéen, dès avant la période laténienne.
Certains oppidums, en effet, purent jouer un rôle politique majeur à l'époque des principautés celtes du premier âge du fer en permettant à une aristocratie locale de contrôler les voies de passage et d'asseoir son pouvoir sur un territoire pouvant atteindre 80 km de diamètre.
L'oppidum du Mont-Lassois, dans la Côte-d'Or, qui est associé à la découverte de la tombe princière de Vix, est un exemple de ces forteresses de la fin de la période de Hallstatt.

## Fortifications

### Typologie

Exemples de castramétation et de fortifications d'un oppidum.
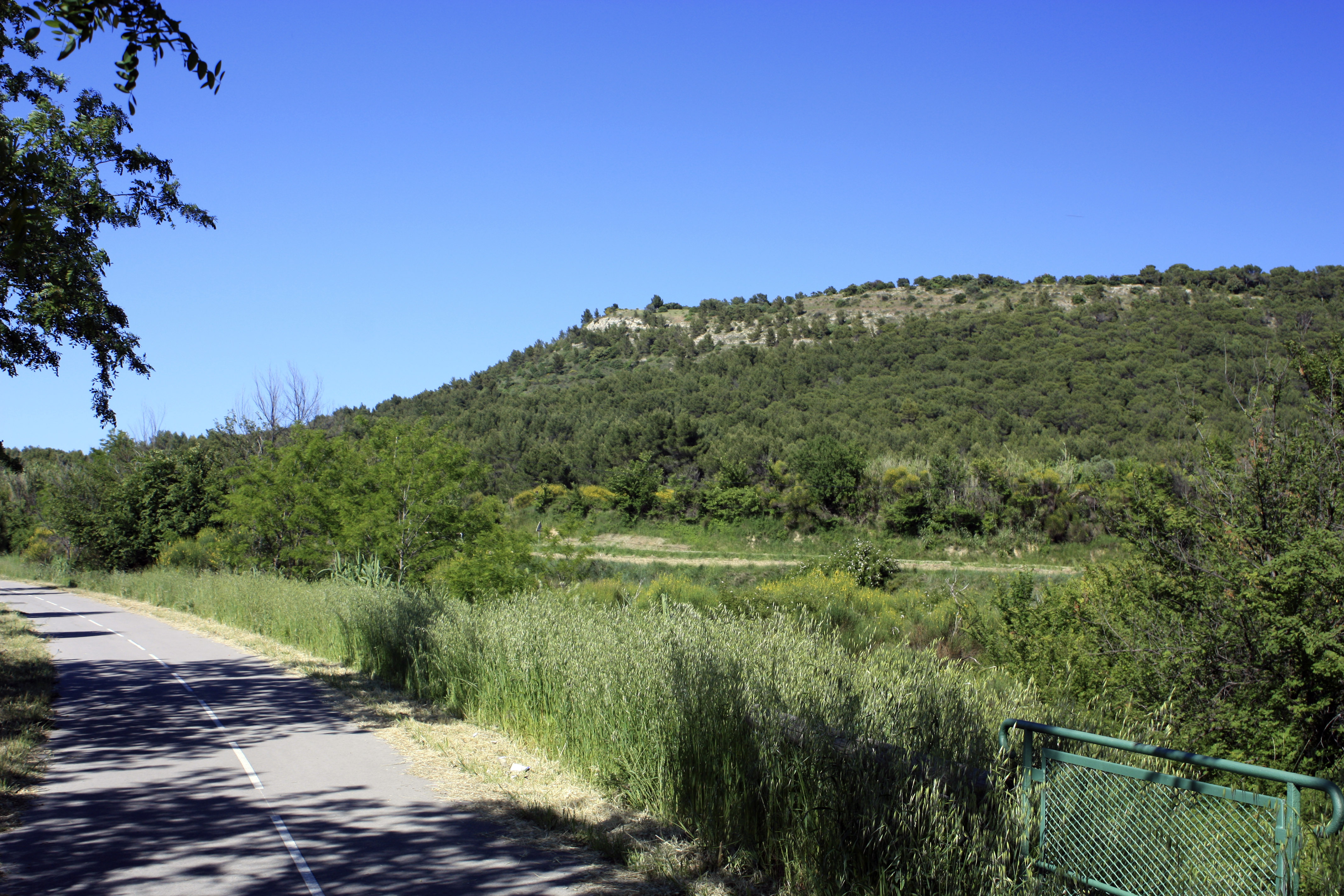
L'oppidum celte est toujours pourvu d'une situation topographique stratégique : souvent en hauteur. L'exemple sur la photo est celui du plateau de La Roque-de-Vif surplombé par l'oppidum de Nages, dans le département du Gard.
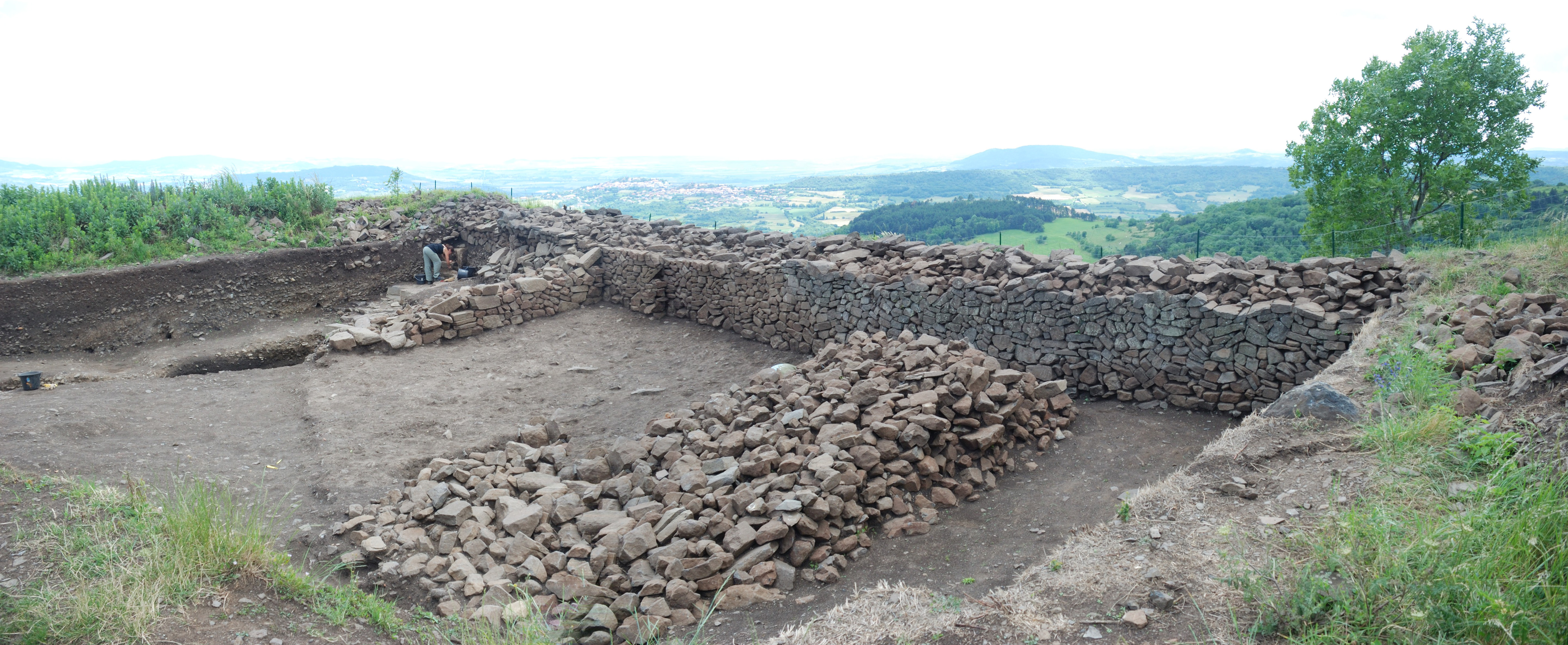
Fouilles archéologiques sur le plateau de Gergovie dans le département du Puy-de-Dôme : vestiges du mur d'enceinte de l’oppidum.

Plusieurs formes de remparts d’oppidums existent, mais deux grandes catégories prédominent : les « fortifications de barrage » et les « enceintes de contour ».
- La fortification de barrage s'appuie sur un élément topographique qui protège naturellement le site. On peut distinguer différentes dénominations pour ces structures selon la nature de l'élément naturel :
  - l'éperon barré où l'on renforce par un rempart le côté non protégé par l'éperon rocheux (ex. oppidum de Pons, cap barré de Garastre) ;
  - le segment de crête où l'on protège par deux remparts les voies d'accès à la crête ;
  - le méandre barré (ex : Besançon), où le méandre d’un cours d’eau est fermé par un barrage ;
  - les îles comme Lutèce ;
  - la confluence barrée, où la ville se situe entre deux bras d'eau se rejoignant ; le barrage protégeant l'ouverture de l'oppidum sur la terre ;
  - le bord de falaise ou de fleuve, où le barrage protège, de la même manière que pour les confluences barrées, l'ouverture de la ville sur la terre.
- L'enceinte de contour (ex : le mont Beuvray, ou Bibracte du temps de César, etc.), quant à elle, n'a pas véritablement de formes différentes. Un rempart encercle la ville, « posée » sur un mont (tel qu'une colline, etc.) ou à même la plaine (Manching) et suit généralement une même ligne de niveau.

Pendant La Tène finale, de nombreux oppidums avec une fortification de barrage se dotent d'une enceinte complète qui revêt un aspect purement symbolique (et non militaire), délimitant la ville de la campagne. De même, les enceintes de contour ne suivent plus une ligne de niveau et peuvent dévaler des pentes. Ceci ne revêt donc pas un aspect militaire puisque ceci les affaiblit en ces points. Sur d'autres sites enfin, on voit apparaître des tracés de remparts géométriques comme des cercles (Manching).

### Architecture du rempart

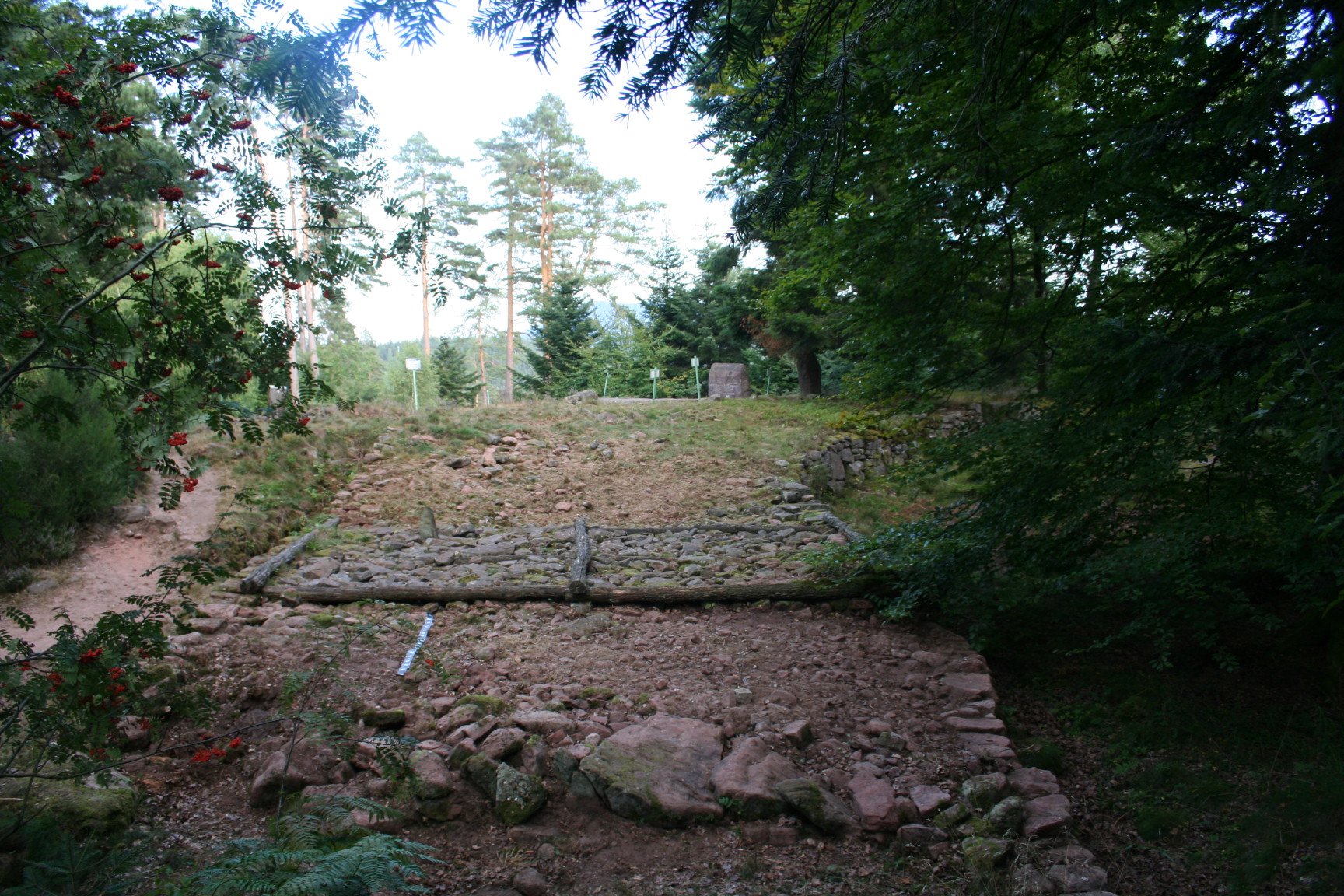
Rempart de type Ehrang sur le site de hauteur fortifié de la Bure (Vosges).

On distingue deux types de remparts dans le monde celtique : le talus massif et le rempart à poutrage interne, plus complexe. Le talus et le parement diffèrent dans leurs formes et leur matériau d'ouvrage selon les différentes régions européennes de la koïnê celte. Cet élément est la conséquence directe de la diversité des types d'environnement géographiques, géologiques et topographiques. Concrètement, ces données environnementales requièrent une forme d'adaptation évidente, afin d'en optimiser au maximum les ressources immédiates. Toutefois, ces structures défensives présentent des traits architecturaux récursifs,,. Les principales divergences architecturales que l'on distingue d'une région à une autre reposent essentiellement sur la mise en œuvre du poutrage dit « interne » d'une part, et sur la hauteur et longueur du fossé d'enceinte d'autre part,. Olivier Buchsenschutz, directeur de recherches au CNRS, et Ian Ralston, professeur d'archéologie à l'université d'Édimbourg ont proposé une classification des remparts en fonction de ce poutrage :
- les remparts à poutrage horizontaux :
  - le rempart de type Ehrang. Il tire son nom du site allemand de Ehrang dans l'Eifel où il fut décrit pour la première fois. Celui-ci se compose d'un assemblage interne de poutres horizontales régulièrement espacées, superposées en grilles et calées à l'aide de pierres, ainsi que d'un parement extérieur en pierre. L'espace entre les poutres est remblayé avec de la terre et des pierres,
  - le murus gallicus. Baptisé ainsi par César dans la Guerre des Gaules, ce mur est construit de la même façon que le rempart de type Ehrang, auquel ont été adjoints des fiches de fers de tailles notables, ainsi que des clous permettant de combiner les poutres les unes aux autres[17]. Le parement interne à l'oppidum est, quant à lui, remplacé par une pente de terre qui permet d'accéder au sommet du rempart ;
- les remparts à poutrage verticaux (Pfostenschlitzmauern) :
  - le rempart de type Altkönig-Preist. Du nom de deux sites allemands, ce type de rempart possède des poteaux verticaux espacés de quelques mètres dans le parement interne et externe. Les poteaux internes et externes sont reliés par des poutres horizontales à l'intérieur du rempart. Comme les autres types de mur, il est rempli de remblai,
  - le rempart de type Kelheim. Il porte le nom d'un site bavarois. Son parement externe est identique au type Altkönig-Preist et il possède la même rampe que les murus gallicus. Des poutres horizontales fixent alors les poteaux dans la terre :
- les remparts à talus massifs : ce type de fortification se présente sous l'aspect d'une double enceinte concentrique. Celle-ci relève d'une élévation monumentale ouvragée en terre[N 1], précédée d'un fossé de taille conséquente mais variable selon les variantes géographiques et les cas étudiés. En outre, les oppidums dotés de cet élément défensif apparaît globalement sous forme horizontale et plane. Toutefois, on objecte qu'au sein de nombreuses occurrences répertoriées, le fossé révèle une sensible inclinaison et dans d'autres cas en prenant une apparence semblable à une cuvette[18],[14].

### Les portes
Les portes jouent un rôle capital dans la fortification puisqu'elles sont un lieu de passage obligatoire pour entrer dans l'oppidum. Ouverture dans le rempart, ce sont les points faibles de l'enceinte qui nécessitent une protection toute particulière. Globalement, on distingue deux types de ces éléments de castramétation : les portes principales en appui direct avec le talus et les portes secondaires, également appelées « portes à ailes rentrantes » venant à la perpendiculaire du tracé général de la fosse d'enceinte,. Toutefois, ces édifications étayées en bois ne se pérennisent pas. Ainsi, les archéologues n'ont retrouvé aucune trace du système de fermeture de la porte du Rebout sur l'oppidum de Bibracte. En revanche, des trous de poteaux et quelques échantillons de bois ont pu être retrouvés sur d'autres sites tels que Manching ce qui a permis d'émettre des hypothèses sur ces portes,. Si l'aspect général de la porte semble se doter d'une certaine uniformité géographique, la typologie et la taille des tours qui la surmontent demeurent hypothétiques: les seuls indices caractérisant ces superstructures se présentent sous la forme de poutres porteuses au sein des divers oppidums mis au jour,.

## Liste des oppidums
(avril 2021).
Cette liste est non exhaustive.

### Allemagne
- Mont Tonnerre (Donnersberg) (Rhénanie-Palatinat)
- Glauberg (Hesse)
- Heuneburg (Bade-Wurtemberg)
- Oppidum de Manching (Bavière)
- Martberg (de) (Rhénanie-Palatinat)
- Oppidum de Milseburg (de) (Hesse)

### Angleterre

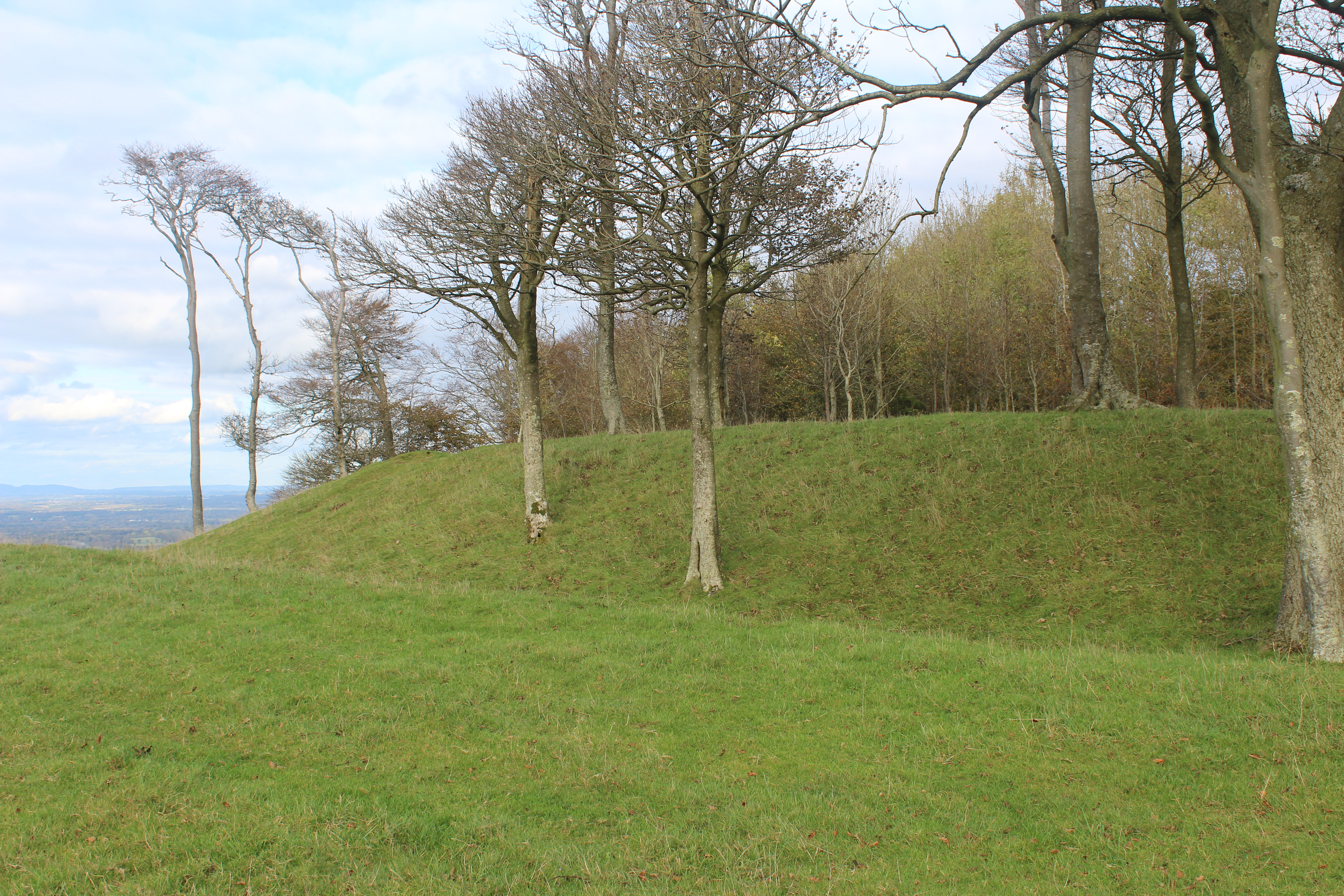
Chanctonbury Ring, dans les South Downs.

- British Camp (Herefordshire)
- Camulodunum (Essex)
- Chanctonbury Ring (Sussex)
- Maiden Castle (Dorset)

### Belgique
- Orolaunum
- La Tranchée des Portes à Étalle (Province de Luxembourg)
- Le Cheslé à Bérismenil (Province de Luxembourg)
- Plateau des Cinques à Viroinval (Province de Namur)
- Oppidum du Trinchî à Bertrix (Province de Luxembourg)
- Bois du Grand Bon Dieu à Thuin (Province de Hainaut)
- Oppidum de Pont-de-Bonne à Modave (Province de Liège)
- Plateau de Caestert de Kanne à Riemst (Province de Limbourg)

### Espagne
- Numance (Castille-et-León)
- Monte Bernorio (es) (Castille-et-León)

### France
De nombreux toponymes comportant le suffixe dun, comme : Autun, Audun-le-Roman, Châteaudun, Dun-le-Palestel, Dun-les-Places, Gavaudun, Issoudun, Liverdun, Loudun, Lugdunum, Montverdun, Verdun, Saverne, etc. suggèrent la présence d'oppidums (du gaulois Duno : colline, qui devient une forteresse élevée, une enceinte fortifiée sur une hauteur, une citadelle).

#### Auvergne-Rhône-Alpes
- Chalat de Jax (Haute-Loire) [26],[27]
- Oppidum de Corent (Puy-de-Dôme)
- Plateau de Gergovie (Puy-de-Dôme)
- Oppidum de Gondole (Puy-de-Dôme)
- Oppidum du Puy du Mur (Puy-de-Dôme)
- Oppidum de Jastres-Nord (Ardèche)
- Oppidum de Jastes-Sud (Ardèche)
- Oppidum Saint-Marcel (Drôme)

#### Bourgogne-Franche-Comté
- Site archéologique d'Alésia (Côte-d'Or)
- Bibracte (mont Beuvray) (Saône-et-Loire)
- Mont-Lassois (Côte-d'Or)
- Vesontio (Doubs)
- Villeneuve-sur-Yonne et Bussy-le-Repos (Yonne) (oppidum de "Château", à cheval sur les deux communes)

#### Bretagne
- Oppidum du Poulailler (Ille-et-Vilaine)
- Oppidum du Camp d'Artus (Finistère)
- Oppidum de Mané-Coh-Castel (Morbihan)
- Oppidum de Tronoën (Finistère)

#### Centre-Val de Loire
- Argentomagus (Indre)
- Avaricum (Cher)
- Oppidum des Châteliers (Amboise) (Indre-et-Loire)
- Oppidum de Châteaumeillant (Cher)

#### Grand Est
- Camp d'Affrique (Meurthe-et-Moselle)
- Oppidum de Boviolles (Meuse)
- Camp romain de La Cheppe (Marne)
- Oppidum du Fossé des Pandours (Bas-Rhin)
- Oppidum de Bar-sur-Aube (Aube)

#### Hauts-de-France
- Oppidum d'Avesnelles (Nord)
- Oppidum de Bailleul-sur-Thérain (Oise)
- Bibrax (Aisne)
- Oppidum de Catenoy (Oise)
- Oppidum de La Chaussée-Tirancourt (Somme)
- Oppidum de Chipilly (Somme)
- Oppidum de L'Étoile (Somme)
- Oppidum d'Etrun (Pas-de-Calais)
- Oppidum d'Estrun (Nord)
- Oppidum de Liercourt-Érondelle (Somme)
- Oppidum de Mareuil-Caubert (Somme)
- Oppidum de Méricourt-sur-Somme (Somme)
- Oppidum de Pommiers (Aisne)
- Oppidum de Vermand (Aisne)
- Oppidum de Verneuil-en-Halatte (Oise)
- Oppidum du Vieux Reims (Aisne)
- Oppidum de Villeneuve-Saint-Germain (Aisne)

#### Normandie
- Oppidum du Goulet (Eure)[28]
- Oppidum de Vernon (Eure)[29]
- Cité de Limes (Seine-Maritime)
- Oppidum d'Orival (Seine-Maritime)
- Oppidum de Bénouville (Seine-Maritime)
- Oppidum de Castillon (Calvados)[30]
- Oppidum du Mont-Castel (Calvados)[30]
- Oppidum du Castellier (Calvados)[30]
- Oppidum du Mont Canisy (Calvados)[30]
- Oppidum du Châtelier (Manche)[30]
- Oppidum du Mont Castre (Manche)[30]
- Camp de Bierre (Orne)[30]
- Oppidum du Castellier ou «L’éminence d’Exmes» (Orne)[30]
- Oppidum de La Courbe (Orne)[30]

#### Nouvelle-Aquitaine
- Oppidum d'Angoulême (Charente)
- Oppidum d'Embournet (Charente)
- Oppidum de Pons (Charente-Maritime)
- Oppidum de Villejoubert (Haute-Vienne)

#### Occitanie
- Oppidum d'Altimurium (Hérault)
- Ambrussum (Hérault)
- Oppidum de Berniquaut (Tarn)
- Oppidum d'Ensérune (Hérault)
- Cap barré de Garastre (Hérault)
- oppidum de Gaujac (Gard)
- Oppidum de l'Impernal (Lot)
- Oppidum de Marduel (Gard)
- Montlaurès (Aude)
- Oppidum de Montmerlhe (Aveyron)
- Oppidum de Murcens (Lot)
- Oppidum de Nages (Gard)
- Pech Maho (Aude)
- Oppidum de la Roque (Hérault)
- Oppidum de Mus (Sauve) (Gard)
- Uxellodunum (Lot)
- Oppidum de Vieille-Toulouse (Haute-Garonne)

#### Pays de la Loire
- Oppidum du château Meignan (Mayenne)
- Oppidum de Moulay (Mayenne)
- Oppidum de La Carie (Mayenne)

#### Provence-Alpes-Côte d'Azur
- Oppidum des Baou de Saint-Marcel (Bouches-du-Rhône)
- Oppidum des Caisses de Jean-Jean (Bouches-du-Rhône)
- Oppidum de la Cloche (Bouches-du-Rhône)
- Oppidum de Teste-Nègre (Bouches-du-Rhône)
- Oppidum de Verduron (Bouches-du-Rhône)
- Oppidum des Mayans (Bouches-du-Rhône)
- Oppidum du Baou Roux (Bouches-du-Rhône)
- Oppidum de la Tête de l'Ost (Bouches-du-Rhône)
- Oppidum de Constantine (Bouches-du-Rhône)
- Oppidum d'Entremont (Bouches-du-Rhône)
- Oppidum de Notre-Dame-de-Pitié (Bouches-du-Rhône)
- Oppidum de Pierredon à Éguilles (Bouches-du-Rhône)
- Roquepertuse (Bouches-du-Rhône)
- Oppidum de Saint-Blaise (Bouches-du-Rhône)
- Oppidum de Méren (Var)
- Oppidum de Taradeau (Var)
- Oppidum du Clairier (Vaucluse)
- Oppidum des Courens (Vaucluse)
- Oppidum de Bondelon (Vaucluse)

### Suisse
- Genava
- Jensberg (canton de Berne)
- Oppidum du Mont Vully (canton de Fribourg)
- Oppidum de Sermuz (canton de Vaud)
- Eburodunum (canton de Vaud)

### Italie
- Mediolanum (Milan)

### Irlande
- Dun Aengus (Comté de Galway)
- Grianan d'Aileach (Comté de Donegal)
- Fort de Staigue (Comté de Kerry)
- Tara (Comté de Meath)

### Luxembourg
- Titelberg

### Portugal
- Chaves dont l'ancien nom romain est Aquae Flaviae[réf. nécessaire][31]